# 忽鲁忽儿
忽鲁忽儿，蒙古帝国将领，蒙古人。
忽魯忽兒是國王木華黎麾下部卒。後改隸属于塔海、帖哥軍。善于馳馬、口才善辩，慎重不泄露机密，令他佩带銀符。常居于軍中，上奏機務，往返从未耽误日期。窝阔台认为他有才，赐名“动哥居”。说他：「動哥居奏事，朝至朝入奏，夕至夕入奏。」以金盤龍袍及宮女赏赐给他。蒙哥时，忽魯忽兒病故。其子速哥。